# Comuna Karhivka, Cernihiv
Karhivka (în ucraineană Кархівка) este o comună în raionul Cernihiv, regiunea Cernihiv, Ucraina, formată din satele Karhivka (reședința) și Lenkiv Kruh.

## Demografie
Componența lingvistică a comunei Karhivka
     Ucraineană (98,66%)
     Alte limbi (1,34%)
Conform recensământului din 2001, majoritatea populației comunei Karhivka era vorbitoare de ucraineană (98,66%), existând în minoritate și vorbitori de alte limbi.